# Asplenium triphyllum
Asplenium triphyllum är en svartbräkenväxtart som beskrevs av Karel Bořivoj Presl.
Asplenium triphyllum ingår i släktet Asplenium och familjen Aspleniaceae. Utöver nominatformen finns också underarten Asplenium triphyllum compactum.